# 西學
西學是中國與朝鮮（西學於現代韓語寫作「서학」）在近代對西方文化與知識的通稱，包括了西方世界的宗教、技術、科學與哲學思想。

## 外部連結
- http://tw.britannica.com/MiniSite/Article/id00054462.html%5B%5D